# Аманшаєв Єрмек Амірханович
Єрмек Амірханович Аманшаєв — заслужений діяч Казахстану, кінопродюсер, член союзу письменників Казахстану, президент акціонерного товариства «Казахфільм» ім. Шакена Айманова; член Союзу письменників Казахстану.

## Біографія
Народився 12 березня 1963 року. Закінчив Казахський державний університет ім. С. Кірова.
Працював Представником Комітету культури, Віцеміністром міністерства культури Республіки Казахстану у 2002–2003 рр., віцеміністром культури Казахстану у 2003–2004 рр., Віцеміністром культури, інформації й спорту Республіки Казахстан у 2004–2006 рр.
З 2008 року — Президент Акціонерного товариства «Казахфільму».

## Твори
- П'єса «Перервана колискова» (1991)

## Фільмографія
- Стрибок Афаліни (2009)
- Місто мрії (2009)
- Іронія кохання (2010)
- Ліквідатор (2010)[1]